# 作为让-雅克的审判者的卢梭
作为让-雅克的审判者的卢梭（法语: Rousseau juge de Jean-Jacques）是让-雅克·卢梭的一部作品。卢梭写这本书的目的是回应他的敌人对他声誉的诽谤和诽谤性的攻击。他于1772年开始写作，于1776年完成。该书以两个人物“法国人”和“卢梭” 之间的三次对话形式出现，两人对第三个人物—名为“让-雅克”的作家的优点和缺点进行争论。它被评价为卢梭最难读的作品，在书的前言中，他承认这本书可能是反复无序的，请求读者宽容， 因为他需要在活着的时候捍卫自己的声望。